# قصة وفاء
قصة وفاء فيلم سينيمائي مغربي من اخراج عبد العالي الطاهري، وسيناريو محمد ظهرة وإسماعيل طه، ومدته 100 دقيقة. تم تصويره بمحاميد الغزلان

## القصة
تدور أحداث الفيلم حول شخصية “مجد”، وهو شاب من ذوي الاحتياجات الخاصة اختطفته ميليشيات جبهة الانفصال، خلال حفل زفاف في مدينة طانطان، والذي يحلم بالزواج من “وفاء”، التي تعمل كمساعدة في محل للخيول.
تعود أحداث الفيلم إلى سنة 1984 بمنطقة محاميد الغزلان، وتحكي قصصًا مستوحاة من الواقع الذي عاشه المختطفون المغاربة بتندوف والرابوني، من اختطاف واحتجاز واغتصاب وتعذيب قاس، كما يحيي حس الوطنية في قلوب الجيل الجديد في مرحلة حاسمة من تاريخ المغرب وقضيته الوطنية.

## الطاقم

#### الممثلون[4]
- محمد خيي

- أمين ناجي

- بنعيسى الجراري

- البشير واكين

- عمر العزوزي

- طارق الخالدي

- أحمد شركي

- بوجمعة الجميعي

- هشام لميسيسي

- الحبيب لوديكي

- هيام

اخراج  
- عبد العالي الطاهري

سيناريو
- محمد ضهرا
- إسماعيل طه

إنتاج
- “نايس برود”

صوت
- سفيان حركي

موسيقى
- عبدالفتاح نكادي

مونتاج
- إلياس لخماس

## الجوائز
حصل الفيلم خلال المهرجان الوطني للفيلم بطنجة سنة 2024 على جائزة أحسن دور ثاني رجالي (الذي لعبه أمين الناجي).